# Vikersund
Vikersund je sedež občine Modum v pokrajini Buskerud na Norveškem.  V Vikersundu živi okoli 2500 prebivalcev. 
Vikersund je najbolj znan po letalnici Vikersundbakken in smučarskih poletih. 14. februarja 2015 je slovenski smučarski letalec Peter Prevc kot prvi preletel mejo 250 m. Trenutni svetovni rekord (rekord letalnice) je 253,5 m  Stefana Krafta.